# John Gibson Lockhart
John Gibson Lockhart (Cambusnethan, 1794 – Abbotsford House, 1854) è stato uno scrittore scozzese.

## Biografia
Fu direttore della Quarterly Review dal 1823 al 1853 e fu soprannominato 'scorpione' per l'acutezza della sua critica.
Genero di Walter Scott dal 1820, ne pubblicò una Vita (1838) che è forse la più celebre delle sue biografie.
È uno dei numerosi scrittori che sono rivendicati come autore del Canadian Boat-Song.
Scrisse un romanzo intitolato Valerius (1821), ambientato in Britannia ai tempi della dominazione romana.
Il successivo romanzo, Some Passages in the Life of Adam Blair (Alcuni episodi nella vita di Adam Blair, 1822), incentrato sui temi dell'adulterio e dell'espiazione di un sacerdote, divenne famoso per il saggio di Henry James su Nathaniel Hawthorne, nel quale James lo definì anticipatore della The Scarlet Letter.